# Jovan Bijelić
Jovan Bijelić (Revenik, 30. lipnja 1884. – Beograd, 12. ožujka 1964.) jedan je od najznačajnijih bosanskohercegovačkih, srpskih i jugoslavenskih umjetnika između dvaju svjetskih ratova. Dvije su njegove umjetničke zbirke proglašene nacionalnim dobrom Bosne i Hercegovine.

## Životopis
Potječe iz srpske obitelji sa svećeničkom tradicijom, ali ga je talent usmjerio prema slikarstvu. Osnovnu školu završio je u Bosanskom Petrovcu, nakon koje je upisao gimnaziju u Sarajevu. Nakon završena dva razreda gimnazije, prešao je u Strukovnu školu koja mu je omogućila razvoj njegovih vještina. Godine 1906. u Sarajevo je došao češki slikar Jan Karel Janovski i otvorio slikarsku školu koju je upisao Jovan Bijelić. Tijekom dvogodišnjeg školovanja stekao je znanje koje će biti dobar temelj za njegov daljnji rad i usavršavanje.
Kao stipendist Srpskog prosvjetnog i kulturnog društva "Prosvjeta", od 1909. do 1913. godine. studirao je slikarstvo na Umjetničkoj akademiji u Krakovu kod Teodora Axentowicza, Leona Wiczólkowskog i Jósefa Pankiewicza. Od 1913. do 1914. živio je u Parizu, a nakon toga se preselio u Prag gdje je studirao na tamošnjoj Akademiji likovnih umjetnosti, kod Vlahe Bukovca.
U Bihaću je živio od 1915. do 1919. godine i radio kao profesor likovnog u tamošnjoj gimnaziji. Taj posao mu je omogućio izbjegavanje vojne službe i imao je dovoljno slobodnog vremena posvetiti se slikanju. Tamo se vjenčao sa Sofijom, zasnovao obitelj i dobio dvoje djece, kćer Dubravku i sina Severina.
Od 1919. godine živio je u Beogradu, gdje je bio scenograf, a zatim i voditelj slikarske radionice Narodnog pozorišta. Bio je poznat kao izvrstan pedagog i imao je privatnu slikarsku školu, a iz njegova je ateljea izašao niz dobrih slikara. Jedan je od osnivača slikarskih grupa “Oblik”, “Samostalni”, “Desetoro” i “Nezavisni”.
Najviše je slikao portrete, pejzaže, mrtvu prirodu i kompozicije. Prošao je kroz nekoliko faza u kojima je utjecaj kubizma dolazio do izražaja u kiparskoj koncepciji tijesno modelirane forme i skromnosti palete, a zatim stvara živopisna djela pod utjecajem fovizma.
Prvu samostalnu izložbu imao je 1917. godine u Sarajevu, a drugu 1919. godine u Zagrebu. Sudjelovao je na mnogim skupnim izložbama. Samostalno je izlagao u Beogradu (1929., 1932., 1957., 1968.), Ljubljani (1959.) i Bihaću (1960.). Djela mu se nalaze u nekoliko muzeja i galerija. Između dva svjetska rata Bijelić je sudjelovao na svim važnijim jugoslavenskim izložbama u zemlji i inozemstvu.
Umro je u Beogradu, 1964. godine. Pokopan je u Aleji narodnih heroja na Novom groblju u Beogradu. Ulice koje nose ime Jovana Bijelića nalaze se u Beogradu i Sarajevu. Sarajevska ulica u naselju Nova Breka je poznata i po tome što je u njoj snimana poznata serija Memoari porodice Milić.[nedostaje izvor]

## Djela
Jovan Bijelić bio je plodotvoran umjetnik što se vidi u različitim umjetničkim disciplinama i tehnikama. Iza sebe je ostavio:
- 981 ulje na platnu,
- 103 akvarela,
- 52 pastela,
- 676 crteža,
- 19 ilustracija knjiga,
- 94 krajolik,
- 8 objavljenih kratkih priča i jedna u rukopisu i
- 1 prijevod

Neka od njegovih najpoznatijih djela su: Portret djevojke, Kupačica, Jaja, Umjetnikova kći, Dvorište, Ženski akt, Sarajevo, Portret starice, Djevojčica s lutkom (1928.), Dječak jaše lava (1929.), Apstraktni krajolik (1920.).

### Nagrade
Dobitnik je velikog broja nagrada za slikarstvo: Oktobarske nagrade grada Beograda, Sedmojulske nagrade Srbije, Ordena rada I reda. Bio je redovni član Srpske akademije nauka i umetnosti od 1963.

## Vanjske poveznice
- Životopis na web stranici SANU (srp.)
- "Boem i slikar"  Arhivirana inačica izvorne stranice od 4. ožujka 2016. (Wayback Machine), tekst u Glasu javnosti (srp.)
- Slika "Vodenica" 77,5 × 69,7 cm od 1958–1960. (srp.)